# Lactura eurylyca
Lactura eurylyca is een vlinder uit de familie van de Lacturidae. De wetenschappelijke naam van de soort is voor het eerst geldig gepubliceerd in 1928 door Meyrick.